# Lethe rufa
Lethe rufa är en fjärilsart som beskrevs av Clayton Dissinger Mell 1939. Lethe rufa ingår i släktet Lethe och familjen praktfjärilar. Inga underarter finns listade i Catalogue of Life.